# 396 Aeolia
Aeolia (asteroide 396) é um asteroide da cintura principal com um diâmetro de 34,09 quilómetros, a 2,3081372 UA. Possui uma excentricidade de 0,1579979 e um período orbital de 1 657,75 dias (4,54 anos).
Aeolia tem uma velocidade orbital média de 17,98947722 km/s e uma inclinação de 2,54617º.
Este asteroide foi descoberto em 1 de Dezembro de 1894 por Auguste Charlois.